# Фигероа, Эмилиано
Эмилиа́но Фигеро́а Ларраи́н (исп. Emiliano Figueroa Larraín; 12 июля 1866, Сантьяго — 15 мая 1931, Сантьяго) — чилийский политический деятель, член Либеральной партии Чили. В 1910 году непродолжительное время занимал пост вице-президента Чили, а 1925 по 1927 занимал пост президента Чили. С 1929 по 1931 год был управляющим Центральным банком Чили.